# Surpussberget
Surpussberget är ett naturreservat i Härnösands kommun i Västernorrlands län.
Området är naturskyddat sedan 2016 och är 109 hektar stort. Reservatet består av lövblandad barrskog och högre upp av  granskog med enstaka gamla tallar. I nordväst ligger Stenbittjärnen med våtmarker och sumpskog